# Капасия
Капасия (бенг. কাপাসিয়া, англ. Kapasia) — город в центральной части Бангладеш, административный центр одноимённого подокруга. Площадь города равна 1,74 км². По данным переписи 2001 года, в городе проживало 4292 человека, из которых мужчины составляли 52,8 %, женщины — соответственно 47,2 %. Плотность населения равнялась 2467 чел. на 1 км². Уровень грамотности населения составлял 59,5 % (при среднем по Бангладеш показателе 43,1 %). 